# National Football League 1937
La stagione NFL 1937 fu la 18ª stagione sportiva della National Football League, la massima lega professionistica statunitense di football americano. La stagione iniziò il 5 settembre 1937 e si concluse con la finale del campionato che si disputò il 12 dicembre al Wrigley Field di Chicago e che vide la vittoria dei Washington Redskins sui Chicago Bears per 28 a 21.
La stagione vide l'esordio nella lega dei Cleveland Rams ed il trasferimento dei Redskins da Boston a Washington.

## Modifiche alle regole
- Venne stabilito che i giocatori avrebbero dovuto indossare sulle maglie dei numeri con colori chiaramente riconoscibili. Venne inoltre deciso che le dimensioni dei numeri sarebbero dovuti essere di almeno 6 pollici (15 cm) sul petto e di almeno 8 pollici (20 cm) sulla schiena.
- Venne deciso che, se un kickoff fosse terminato fuori dal campo senza essere stato toccato, la squadra ricevente avrebbe avuto la possibilità di riprendere il gioco dalle proprie 35 iarde oppure a 10 iarde dal punto di uscita della palla.
- Venne deciso che la penalità per un passaggio in avanti illegale sarebbe stata la perdita del down oltre che 5 iarde dal punto del fallo.

## Stagione regolare
La stagione regolare si svolse in 11 giornate, iniziò il 5 settembre e terminò il 5 dicembre 1937.

### Risultati della stagione regolare
- V = Vittorie, S = Sconfitte, P = Pareggi, PCT = Percentuale di vittorie, PF = Punti Fatti, PS = Punti Subiti
- Nota: nelle stagioni precedenti al 1972 i pareggi non venivano conteggiati nel calcolo della percentuale di vittorie.

| Eastern Division    |   |   |   |     |     |     |
| Squadra             | V | S | P | PCT | PF  | PS  |
| Washington Redskins | 8 | 3 | 0 | 727 | 195 | 120 |
| New York Giants     | 6 | 3 | 2 | 667 | 128 | 109 |
| Pittsburgh Pirates  | 4 | 7 | 0 | 364 | 122 | 145 |
| Brooklyn Dodgers    | 3 | 7 | 1 | 300 | 82  | 174 |
| Philadelphia Eagles | 2 | 8 | 1 | 200 | 86  | 177 |

| Western Division  |   |    |   |     |     |     |
| Squadra           | V | S  | P | PCT | PF  | PS  |
| Chicago Bears     | 9 | 1  | 1 | 900 | 201 | 100 |
| Green Bay Packers | 7 | 4  | 0 | 636 | 220 | 122 |
| Detroit Lions     | 7 | 4  | 0 | 636 | 180 | 105 |
| Chicago Cardinals | 5 | 5  | 1 | 500 | 135 | 165 |
| Cleveland Rams    | 1 | 10 | 0 | 91  | 75  | 207 |

## La finale
La finale del campionato si disputò il 12 dicembre al Wrigley Field di Chicago e vide la vittoria dei Washington Redskins sui Chicago Bears per 28 a 21.

## Vincitore
| Vincitori del campionato NFL 1937 Washington Redskins 1º titolo |